# Abraxas miranda
Abraxas miranda là một loài bướm đêm thuộc họ Geometridae. Nó được Butler miêu tả năm 1878. Nó được tìm thấy ở Nhật Bản.
Sải cánh dài 18–26 mm.

## Phụ loài
- Abraxas miranda miranda
- Abraxas miranda aesia Prout, 1925